# ديفيد تونويان
ديفيد تونويان (بالأرمنية: Դավիթ Տոնոյան) (بالإنجليزية: David Tonoyan)‏ (27 ديسمبر 1967 في أوسكمان - )؛ سياسي أرمني، يشغل منصب وزير الدفاع الأرمني منذ 10 مايو 2018، خلفًا لفيغين سركسيان. وهو حاصل على وسام الاستحقاق لجمهورية أرمينيا من الفئة الأولى لخدمة الوطن الأم، ووسام الاستحقاق لجمهورية أرمينيا من الفئة الثانية لخدمة الوطن الأم.

## التعليم
- 1991 - جامعة يريفان الحكومية
- 1997 - الجامعة العسكرية التابعة لوزارة الدفاع الروسية